# 允丹藏卜
允丹藏卜（藏語：ཡོན་ཏན་རྒྱལ་པོ་，威利转写：yon tan rgyal po，?—?），元泰定帝第四子，元天顺帝的弟弟。
泰定四年（1327年）三月，元泰定帝命令允丹藏卜出镇北边。第二年，元泰定帝驾崩，元天顺帝失踪。允丹藏卜早逝无后。

## 资料来源
- 《元史·宗室世系表》
- 《新元史》